# Pantin
Pantin [pɑ̃.tɛ̃] je francouzské město v severovýchodní části metropolitní oblasti Paříže v departementu Seine-Saint-Denis, region Île-de-France.

## Geografie
Sousední obce: Aubervilliers, Bobigny, Romainville, Noisy-le-Sec, Les Lilas a Le Pré-Saint-Gervais.

## Historie
Místo bylo dle archeologických nálezů osídleno již v době bronzové.

## Vývoj počtu obyvatel
Počet obyvatel

## Doprava
Pantin je dostupný linkou RER D, 5. a 7. linkou pařížského metra a autobusy RATP číslo 152, 151, 249, 148, 170.

## Slavní obyvatelé města
- Beaumarchais (1732–1799), dramatik
- Étienne-Nicolas Méhul (1763–1817), hudební skladatel
- Léon Jouhaux (1879–1954), odborář, držitel Nobelovy ceny míru
- Jean-Pierre Melville (1917–1973), filmový režisér a scenárista

## Partnerská města
- Scandicci, Itálie